# Anabasis ehrenbergii
Anabasis ehrenbergii är en amarantväxtart som beskrevs av Pierre Edmond Boissier. Anabasis ehrenbergii ingår i släktet Anabasis och familjen amarantväxter. Inga underarter finns listade i Catalogue of Life.